# Festival d'Angoulême 1993
Le 20e festival international de la bande dessinée d'Angoulême s'est tenu du 28 au 31 janvier 1993. Il était présidé par Frank Margerin, vainqueur du Grand Prix l'année précédente.

## Affiche
- Frank Margerin

## Grand prix de la ville
- Gérard Lauzier

## Palmarès
- Prix Alph-Art du Meilleur album : Les Aventures de Basil et Victoria t.2 - Jack, Édith et Yann
- Alph-Art du Meilleur album étranger : Maus II, Art Spiegelman, Flammarion
- Alph-Art du Meilleur scénario : Saigon-Hanoi, Cosey, Dupuis
- Alph-Art coup de cœur : Le Bar du Vieux Français (t.1) - Jean-Philippe Stassen, Dupuis
- Alph-Art Humour : Raymond Calbuth (t4) Chasseur de Gloire - Tronchet, Glénat
- Alph-Art Fanzine : Jade
- Alph-Art du Public : Théodore Poussin : Un passager porté disparu, Frank Le Gall
- Alph-Art de la Presse : Le Bar du vieux Français, Jean-Philippe Stassen et Denis Lapière
- Alph-Art Avenir : Virginie Broquet
- Alph-Art Jeunesse : Prélude à l'Apeupréhistoire, Winderlocher et Herlé, Dargaud
- Prix Bloody Mary de l'ACBD : Le Bar du Vieux Français - Jean-Philippe Stassen, Dupuis
- Prix France Info : Les Maîtres de l'orge (t.1) - Francis Vallès et Jean Van Hamme

## Pays invité
- Allemagne

## Expositions
- Frank Margerin
- Lucky Luke
- La bande dessinée allemande avec notamment Matthias Schultheiss
- Lorenzo Mattotti avec 300 œuvres originales

## Jury
Frank Margerin (président), Francis Groux, Philippe Barbot, Eric Cachart, Ivan Drapeau, Claude Villers, Laurence Semonin, Les Vamps, Tom Novembre, Georges Merel, Jean-Pierre Mercier.

### Documentation
- Évariste Blanchet, « Angoulême 20 », Critix, no 1,‎ printemps 1993, p. 13-16.